# Stazione di Rugby
La stazione di Rugby (in inglese Rugby railway station) è la principale stazione ferroviaria di Rugby, in Inghilterra.